# Список глав Украины

Штандарт президента Украины

Список глав Украины включает таковых, начиная с киевского князя Олега, при котором северный и южный центры восточных славян были объединены в государство, получившее в историографии название «Киевская Русь», и с восшествия которого в 882 году на киевский стол ведётся отсчёт истории украинской государственности. Далее список продолжается правителями Галицко-Волынского княжества — государства, основанного в 1199 году владимиро-волынским князем Романом Мстиславичем и просуществовавшего до 1349 года. Следующий отражённый в списке период начинается с 1648 года, когда на территории Поднепровья, охваченной антипольским восстанием Богдана Хмельницкого, было сформировано Войско Запорожское — военно-политическое образование, просуществовавшее до 1764 года. В настоящее время главой государства является президент Украины (укр. Президент України).
В современной украинской историографии принята следующая периодизация государственности:

- Киевская Русь (IX—XII вв.)
- Галицко-Волынское княжество (1199—1349)
- территория Украины в составе Польши и Литвы (XIV в.—1569)
- территория Украины в составе Речи Посполитой (1569—1654)
- автономия в составе России (1654—1764)
- территория Украины в составе России и Австро-Венгрии (1764—1917)
- УНР при Центральной раде (1917—1918)
- Украинская держава (1918)
- УНР при Директории (1918—1920)
- Советская Украина (1917—1922)
- союзная республика в составе СССР (1922—1991)
- независимое государство (с 1991)

В период с 1917 по 1920 годы показаны главы двух сосуществовавших украинских государств (небольшевистской и советской Украины). В случае, когда персона получила повторные полномочия последовательно за первоначальными, раздельно отражается каждый такой срок (например, два последовательных срока полномочий президента Леонида Кучмы в 1994—2005 годы). Также отражён различный характер полномочий глав государства (например, единый срок нахождения во главе государства Леонида Кравчука в 1990—1994 годы разделён на периоды, когда он был председателем Верховного Совета Украинской ССР, впоследствии Украины, а затем её президентом). В столбце «Выборы» отражены состоявшиеся выборные процедуры. В случае, если глава государства получил полномочия без таковых, столбец заполняется сноской с комментарием. Использованная в первых столбцах таблиц нумерация является условной, также условным является использование в первых столбцах таблиц цветовой заливки, служащей для упрощения восприятия принадлежности лиц к различным политическим силам без необходимости обращения к столбцу, отражающему партийную принадлежность. Наряду с партийной принадлежностью, в столбце «Партия» также отражён беспартийный статус персоналий.
Для удобства список разделён на принятые в историографии периоды истории страны. Приведённые в преамбулах к каждому из разделов описания этих периодов призваны пояснить особенности политического процесса. До 5 (15) октября 1582 года, когда был введён григорианский календарь, приведены юлианские даты. После перехода Украины 16 февраля (1 марта) 1918 года на новый календарь указаны григорианские даты. С момента введения календаря до его принятия на Украине приведены обе даты — юлианская и григорианская.

## Формирование государственности
Становление украинской государственности является предметом дискуссии между российским и украинским историческими нарративами. Некоторые российские учёные относят её зарождение к середине XVII века (создание Войска Запорожского) или к 1917 году (создание Украинской Народной Республики), в то время как украинские — к концу IX века (формирование Киевской Руси). Также в украинской историографии получила широкое распространение точка зрения о том, что история украинского государства берёт своё начало не с Киевской Руси (образованной в 882 году слиянием Северной и Южной Руси), а с Киевского княжества, основанного легендарными Кием, Щеком и Хоривом. Подтверждено письменными свидетельствами и в целом признано в науке существование политического образования в Среднем Поднепровье с центром в Киеве до прихода летописных Аскольда, Дира и Олега, но не ранее первой половины IX века. Южная Русь возникла раньше политического образования Рюрика на севере и в результате слияния с ним при князе Олеге сформировала Киевскую Русь. В сравнении с северным образованием Южная Русь обладала более выгодным торговым и военно-стратегическим расположением.
Также ставятся под вопрос существование казацкого государства в XVII веке и дата его создания. По мнению ряда исследователей, процессы, происходившие в гетманских землях в период российской протекции, позволяют рассматривать их структуры власти через призму оформления государственности. Так, российский историк Татьяна Таирова-Яковлева в своих работах называет Гетманщину «украинской державой», преимущественно характеризуя её как «казацкое государство». Такие украинские историки как Валерий Смолий и Валерий Степанков высказывали мнения, что Гетманщина функционировала как государственное объединение, как «христианская казацкая республика», а «украинское государство времён Хмельницкого» было «республикой с ярко выраженными демократическими чертами». Степанков считает, что в начале освободительной войны Хмельницкий не стремился к независимости Украины и оставался на позициях «автономии» вплоть до середины 1648 года: «Идея государственности формируется в первой половине 1649 года, и казацкое государство считается наследником Киевской Руси». Так же полагает и Таирова-Яковлева, которая считает, что казацкая государственность зародилась только зимой 1648—1649 годов, когда гетманское войско вернулось на Украину. В свою очередь Максим Ярёменко утверждает, что «основы конституционного строя (казацкая рада и выборность должностных лиц) не могли достаточно развиться», с чем не согласен Смолий, считающий, что построение украинского государства было завершено сформированными административно-территориальным устройством, казацкими судами, финансовыми органами, войском и иерархичными политическими институтами.

## Киевская Русь (882—1132)
В начале IX века в южной части территории расселения восточнославянских племён сформировалось политическое образование. В 862 году северные племена пригласили на княжение в Ладогу (по другим данным, в Новгород) варяга Рюрика, создавшего там другое раннегосударственное образование. В 864 году его дружинники Аскольд и Дир ушли на юг и обосновались в Киеве, захватив власть над полянами. В 882 году новгородский князь Олег, объявив, что Аскольд и Дир не принадлежат к княжескому роду и, следовательно, недостойны быть князьями, пошёл с войском на Киев, осадив город и свергнув братьев. 882 год — условная летописная дата создания Киевской Руси как результата объединения Севера и Юга под властью династии Рюриковичей.
В 1132 году умер последний сильный великий князь киевский Мстислав Владимирович. Ряд исследователей относят к дате его смерти начало периода феодальной раздробленности на Руси, когда власть нового правителя Ярополка Владимировича не признали удельные князья (государство стало дробиться на зависимые уделы после смерти Ярослава Владимировича в 1054 году, что закрепилось решением Любечского съезда в 1097 году), которые впоследствии объявили о своих претензиях на киевский стол, — развернулись междоусобные войны 1146—1154 и 1158—1161 годов, результатом которых стало обособление Переяславского, Владимиро-Волынского и Туровского княжеств. После смерти Ростислава Мстиславича киевский стол занял Мстислав Изяславич, что вызвало недовольство у владимирского князя Андрея Юрьевича, войска которого 12 марта 1169 года в союзе с другими князьями осадили Киев, свергнув Мстислава. Однако вместо того, чтобы править в Киеве лично, Андрей посадил на его стол своего брата Глеба. Номинально Киев всё равно оставался старейшим столом, к князьям которого продолжал прилагаться титул «всея Руси», однако с этого времени Владимирское княжество становится центром раздробленного Древнерусского государства и наиболее влиятельным из русских земель. За владение Киевом началась затяжная борьба между южнорусскими князьями (преимущественно между Ростиславичами Смоленскими и Ольговичами Черниговскими), прервавшаяся в 1240 году монгольским нашествием хана Батыя и разорением русских княжеств, что завершило распад Древнерусского государства.
Курсивом на сером фоне показаны даты начала и окончания правления княгини Ольги, являвшейся регентом при малолетнем князе Святославе Игоревиче, период правления которого формально начался после смерти его отца Игоря Рюриковича.
| Портрет | Имя (годы жизни)                      | Правление        | Правление        | Род (ветвь)                       | Пр.           |
| Портрет | Имя (годы жизни)                      | Начало           | Окончание        | Род (ветвь)                       | Пр.           |
| ------- | ------------------------------------- | ---------------- | ---------------- | --------------------------------- | ------------- |
|         | Олег (?—912)                          | 882              | осень 912        | неизвестно                        | [ 21 ] [ 23 ] |
|         | Игорь Рюрикович (ок. 878—945)         | 912              | осень 945        | Рюриковичи                        | [ 24 ] [ 25 ] |
|         | Святослав Игоревич (942—972)          | 945              | март 972         | Рюриковичи                        | [ 26 ] [ 27 ] |
|         | Ольга (?—969)                         | 945              | 961              | Рюриковичи (по мужу)              | [ 28 ] [ 29 ] |
|         | Ярополк Святославич (955—978)         | 972              | 11 июня 978      | Рюриковичи                        | [ 30 ] [ 31 ] |
|         | Владимир Святославич (ок. 960—1015)   | 11 июня 978      | 15 июля 1015     | Рюриковичи                        | [ 32 ] [ 33 ] |
|         | Святополк Владимирович (ок. 979—1019) | 15 июля 1015     | осень 1016       | Рюриковичи                        | [ 34 ] [ 35 ] |
|         | Ярослав Владимирович (ок. 978—1054)   | осень 1016       | 22 июля 1018     | Рюриковичи                        | [ 36 ] [ 37 ] |
|         | Святополк Владимирович (ок. 979—1019) | 14 августа 1018  | 1019             | Рюриковичи                        | [ 34 ] [ 35 ] |
|         | Ярослав Владимирович (ок. 978—1054)   | 1019             | 20 февраля 1054  | Рюриковичи                        | [ 36 ] [ 37 ] |
|         | Изяслав Ярославич (1024—1078)         | 20 февраля 1054  | 15 сентября 1068 | Рюриковичи                        | [ 38 ] [ 39 ] |
|         | Всеслав Брячиславич (ок. 1029—1101)   | 15 сентября 1068 | апрель 1069      | Рюриковичи (Изяславичи Полоцкие)  | [ 40 ] [ 41 ] |
|         | Изяслав Ярославич (1024—1078)         | 2 мая 1069       | март 1073        | Рюриковичи                        | [ 38 ] [ 39 ] |
|         | Святослав Ярославич (1027—1076)       | 22 марта 1073    | 27 декабря 1076  | Рюриковичи                        | [ 42 ] [ 43 ] |
|         | Всеволод Ярославич (1030—1093)        | 1 января 1077    | июль 1077        | Рюриковичи                        | [ 44 ] [ 45 ] |
|         | Изяслав Ярославич (1024—1078)         | 15 июля 1077     | 3 октября 1078   | Рюриковичи                        | [ 38 ] [ 39 ] |
|         | Всеволод Ярославич (1030—1093)        | октябрь 1078     | 13 апреля 1093   | Рюриковичи                        | [ 44 ] [ 45 ] |
|         | Святополк Изяславич (1050—1113)       | 24 апреля 1093   | 16 апреля 1113   | Рюриковичи (Изяславичи Туровские) | [ 46 ] [ 47 ] |
|         | Владимир Всеволодович (1053—1125)     | 20 июля 1113     | 19 мая 1125      | Рюриковичи                        | [ 48 ] [ 49 ] |
|         | Мстислав Владимирович (1076—1132)     | 20 мая 1125      | 15 апреля 1132   | Рюриковичи (Мономашичи)           | [ 50 ] [ 51 ] |

## Галицко-Волынское княжество (1199—1349)
По мере постепенного распада Киевской Руси на территории современной Украины сформировался ряд княжеств, обособившихся от центральной власти Киева, — Владимиро-Волынское, Черниговское, Переяславское, Новгород-Северское и Галицкое. По мнению исследователей, развитие украинской государственности продолжилось в Галицко-Волынском княжестве, возникшем в 1199 году в результате захвата выморочного Галицкого княжества владимиро-волынским князем Романом Мстиславичем, перенёсшим столицу в Галич. Несмотря на объединение, Галицкая и Владимиро-Волынская земли оставались независимыми: на Волыни была сильной центральная власть, в Галиче же власть князя была незначительной по сравнению с властью боярства. В связи с этим после смерти Романа Мстиславича в 1205 году бояре изгнали из Галича малолетнего наследника Романа Даниила — Галицко-Волынское княжество распалось. Началась война за его объединение, в ходе которой владимиро-волынский князь Даниил несколько раз свергал князей, приглашённых галицкими боярами, после чего окончательно утвердился на галицком троне в 1238 году.
Даниил Романович перенёс столицу в город Холм, а в 1254 году принял титул короля Руси. После его смерти в 1264 году княжество распалось на уделы. В 1301 году на престол взошёл внук Даниила, Юрий Львович, при котором разрозненные владения были снова объединены. В 1308 году ему наследовали сыновья, Лев и Андрей (носили титул «князей всей земли русской, галицкой и владимирской»), после смерти которых династия Романовичей по мужской линии пресеклась. В 1325 году князем был избран их племянник, Юрий Тройденович (по отцу, из династии Пястов). После его смерти в 1340 году правителем галицко-волынских земель был провозглашён Дмитрий Гедиминович (ближайший родственник Юрия). Однако в 1349 году польский король Казимир III захватил галицкие земли, которые вошли в состав Польши. Галицко-Волынское княжество окончательно распалось (Волынское княжество продолжало существовать до 1392 года — захвата Литвой).
| Портрет                                                                                             | Имя (годы жизни)                                          | Правление | Правление      | Род (ветвь)                      | Пр.           |
| Портрет                                                                                             | Имя (годы жизни)                                          | Начало    | Окончание      | Род (ветвь)                      | Пр.           |
| --------------------------------------------------------------------------------------------------- | --------------------------------------------------------- | --------- | -------------- | -------------------------------- | ------------- |
| | Роман Мстиславич (ок. 1152—1205)                          | 1199      | 19 июня 1205   | Рюриковичи (Мономашичи)          | [ 53 ] [ 54 ] |
| В 1205 году Галицко-Волынское княжество распалось на два княжества — Галицкое и Владимиро-Волынское |                                                           |           |                |                                  |               |
| | Даниил Романович (1201—1264)                              | 1238      | 1264           | Рюриковичи (Романовичи Галицкие) | [ 55 ] [ 56 ] |
| | Лев I Данилович (ок. 1228—1301)                           | 1264      | 1301           | Рюриковичи (Романовичи Галицкие) | [ 57 ] [ 58 ] |
| | Юрий I Львович (1252—1308)                                | 1301      | 24 апреля 1308 | Рюриковичи (Романовичи Галицкие) | [ 59 ] [ 60 ] |
| | Лев II Юрьевич (ок. 1290—1323)                            | 1308      | июнь 1323      | Рюриковичи (Романовичи Галицкие) | [ 61 ] [ 58 ] |
| | Андрей Юрьевич (?—1323)                                   | 1308      | июнь 1323      | Рюриковичи (Романовичи Галицкие) | [ 62 ] [ 63 ] |
| | Владимир Львович (ок. 1306—1340)                          | 1323      | 1325           | Рюриковичи (Романовичи Галицкие) | [ 64 ] [ 65 ] |
| | Юрий II Тройденович (1298—1340) пол. Jerzy Trojdenowicz   | 1325      | 21 марта 1340  | Пясты пол. Piastowie             | [ 66 ] [ 67 ] |
| | Дмитрий Гедиминович (1299—1383) пол. Dymitr Giedyminowicz | 1340      | 1349           | Гедиминовичи пол. Giedyminowicze | [ 68 ] [ 69 ] |

## В составе Польши и Литвы (1349—1648)
В ходе войны за галицко-волынское наследство, начавшейся после смерти бездетного Владимира Львовича в 1340 году, княжество постепенно утрачивало свои территории. Так, польский король Казимир III захватил Перемышльскую землю, а в 1349 году после смерти Дмитрия Детько, наместника, правившего в стране от имени Дмитрия Гедиминовича, любарского князя, провозгласившего себя правителем Галицко-Волынского княжества, вторгся в Галицию, аннексировав регион, и приступил к войне с Великим княжеством Литовским за обладание Волынью. Война, длившаяся несколько десятилетий с переменным успехом, по итогу завершилась вхождением земель Волыни в состав Литвы — территории княжества были полностью разделены между соседними государствами.
В составе Польши на захваченных территориях были образованы административно-территориальные единицы — земли (Перемышльская, Львовская, Галицкая), а в 1434 году — Русское воеводство, управляемое назначаемым королём воеводой. В Литве была проведена аналогичная реформа, упразднявшая удельные княжества и создававшая воеводства. Одно из таких, Волынское, было учреждено в 1566 году — за несколько лет до заключения Люблинской унии, по которой Польша и Литва объединялись в федеративное государство — Речь Посполитую. После её создания Волынское и Киевское (появилось в 1471 году) воеводства вошли в состав Малопольской провинции (польской части федерации).
В 1572 году был составлен реестр — особый список запорожских казаков, принятых на военную службу польскому королю. Т. н. реестровые казаки (в официальных документах — Войско Запорожское) имели привилегии, в том числе избирать своего главу — гетмана. В гражданских правах они были приравнены к мелкой шляхте, что не устраивало польскую шляхту, которая требовала от короля ликвидировать реестр, а казаки, напротив, распространить свои привилегии на остальную часть запорожцев. После неоднократных казачьих восстаний в 1638 году Сейм отменил исключительные права реестровых казаков, что впоследствии стало основной причиной крупного восстания гетмана Богдана Хмельницкого, вспыхнувшего на землях Киевского, Черниговского, Брацлавского, Подольского, Смоленского, Минского, Берестейского и Мстиславского воеводств и приведшего к фактическому отделению Гетманщины (государственного образования восставших) из состава Речи Посполитой.

## Гетманщина (1648—1764)
В январе 1648 года стремление запорожских казаков добиться ликвидации Брестской унии 1596 года (католицизации православного населения) и включения большего их числа в состав реестровых казаков — привилегированного меньшинства, чьи исключительные права были отменены Сеймом в 1638 году после подавления очередного бунта, привели к широкомасштабному вооружённому восстанию против правительства Речи Посполитой (впоследствии известному как «национально-освободительная война») под предводительством полководца Богдана Хмельницкого, избранного в апреле на казацкой раде гетманом Войска Запорожского. В течение года восставшим удалось захватить несколько польских воеводств Левобережья и Правобережья Днепра, после чего осенью наступило перемирие, стороны готовились к переговорам. В феврале 1649 года в ходе переговоров уже с государственным образованием, получившим в историографии название Гетманщина (укр. Гетьманщина), Речь Посполитая во главе с новым королём Яном II выдвинула условия, по которым были бы амнистированы восставшие, реестр увеличен, объявлена свобода вероисповедания, а постановление Сейма 1638 года отменено. Предложение польского короля не удовлетворило Хмельницкого, который настаивал на полной ликвидации церковной унии. Летом боевые действия возобновились, казаки двинулись на поддержку восставших в Великом княжестве Литовском и уже в августе Войско Запорожское нанесло поражение полякам, однако их продвижение закончилось, в частности, из-за установления Польшей дружественных отношений с Крымским ханством (союзником Гетманщины).
После новых переговоров 8 (18) августа 1649 года король даровал Войску Запорожскому жалованную грамоту (в историографии получившую название «Зборовский договор»), включавшую в себя, кроме февральских предложений, право православной шляхты занимать административные должности, запрет иезуитам основывать новые школы, а евреям — проживать на территории Гетманщины. Грамота фактически признавала автономию Гетманщины в составе Речи Посполитой. Сейм 1649—1650 годов подтвердил большинство условий договора, однако с сохранением унии и недопущением киевского митрополита в состав Сената. Отказ гетмана в предоставлении войска крымскому хану для подготовки нападения на Русское государство и их совместный поход против Молдавского княжества с принуждением молдавского господаря заключить антипольский союз с Гетманщиной привели к возобновлению боевых действий. В течение 1651—1653 годов Войску Запорожскому не удалось захватить новые территории, вместо этого, напротив, земли Правобережной Украины подлежали продаже. Весной 1653 года, считавший до этого, что восстание является внутренним делом Речи Посполитой, русский царь Алексей Михайлович предпринял неудачную попытку примирить враждующие стороны дипломатическим путём, после чего осенью того же года объявил Польше войну. В соответствии с Земским собором (1 (11) октября 1653 года) и Переяславской радой (8 (18) января 1654 года), закреплённой Мартовскими статьями (27 марта (6 апреля) 1654 года), территории Левобережной и Правобережной Украины вошли в состав Русского государства в качестве протектората с сохранением широкой автономии.
В августе 1657 года Богдан Хмельницкий умер. Ещё при жизни он настаивал на избрании гетманом своего сына — Юрия. Однако в силу возраста Юрий не мог управлять страной, вместо этого гетманом был избран писарь Иван Выговский. В ноябре Войско Запорожское Низовое, не согласное с избранием Выговского, подняло восстание, переросшее в феврале 1658 года в открытое сопротивление гетманскому войску. В июне 1658 года царское правительство, нарушив условия Переяславского договора, ввела войска в Гетманщину. В сентябре Выговский подписал с Польшей сепаратный договор, по которому Гетманщина становилась частью федеративного союза с Польшей и Литвой. Однако уже в ноябре противостоящее Выговскому войско Григория Ромодановского в Ромнах избрало Ивана Беспалого наказным гетманом, что привело к «двугетманству», положившему начало «Руине» — гражданской войне на Украине, завершившейся в июле 1687 года избранием Ивана Мазепы новым гетманом Левобережной Украины. В апреле 1704 года Мазепа в условиях начавшейся Северной войны занял территорию Правобережной Украины, находившейся в составе Речи Посполитой с 1667 года, подавив в ней вспыхнувшее антипольское восстание Семёна Палия, и тем самым объединил обе прибрежные территории Днепра под своей властью.
В 1708 году после измены Мазепы и его перехода на сторону Речи Посполитой (ставшей противником Русского государства после прихода к власти Станислава I) Россия ввела войска на Правобережную Украину, а территорию Левобережной — инкорпорировала в состав Киевской губернии (формально Гетманщина сохраняла автономию). Контроль над Правобережьем сохранялся до 1711 года, после чего Россия окончательно утратила его по Прутскому миру. После смерти гетмана Ивана Скоропадского в 1722 году власть в Гетманщине была передана созданной указом Петра I Малороссийской коллегии. В 1727 году коллегия была упразднена, а страной вновь стал управлять гетман, которым был избран Даниил Апостол. После его смерти в 1734 году актом Анны Иоанновны для управления Гетманщиной было сформировано Правление гетманского правительства, просуществовавшее до 1750 года — избрания гетманом графа Кирилла Разумовского. 10 (21) ноября 1764 года манифестом Екатерины II институт гетманской власти был упразднён. Отмена казацкого устройства на Слободской Украине, упразднение Запорожской Сечи и административно-территориальная реформа постепенно привели к полной ликвидации автономии Гетманщины и вхождению её территорий в состав новообразованных губерний (Слободско-Украинской в 1764 году, Новороссийской в 1775 году и Малороссийской в 1782 году).
| Портрет | Имя (годы жизни)                                                                         | Правление                        | Правление                        | Род                                      | Наименование должности | Пр.             |
| Портрет | Имя (годы жизни)                                                                         | Начало                           | Окончание                        | Род                                      | Наименование должности | Пр.             |
| ------- | ---------------------------------------------------------------------------------------- | -------------------------------- | -------------------------------- | ---------------------------------------- | --- | --------------- |
|         | Богдан Михайлович Хмельницкий (1596—1657) укр. Богдан Михайлович Хмельницький            | 20 (30) января 1648              | 27 июля (6 августа) 1657         | Хмельницкие укр. Хмельницькі             | Гетман Войска Запорожского укр. Гетьман Війська Запорозького                                                                              | [ 87 ] [ 88 ]   |
|         | Юрий Богданович Хмельницкий (1641—1685) укр. Юрій Богданович Хмельницький                | 27 июля (6 августа) 1657         | 11 (21) октября 1657             | Хмельницкие укр. Хмельницькі             | Гетман Войска Запорожского укр. Гетьман Війська Запорозького                                                                              | [ 89 ] [ 90 ]   |
|         | Иван Евстафьевич Выговский (1608—1664) укр. Іван Остапович Виговський                    | 11 (21) октября 1657             | октябрь 1659                     | Выговские укр. Виговські                 | Гетман Войска Запорожского укр. Гетьман Війська Запорозького                                                                              | [ 91 ] [ 92 ]   |
|         | Юрий Богданович Хмельницкий (1641—1685) укр. Юрій Богданович Хмельницький                | октябрь 1659                     | октябрь 1660                     | Хмельницкие укр. Хмельницькі             | Гетман Войска Запорожского укр. Гетьман Війська Запорозького                                                                              | [ 89 ] [ 90 ]   |
|         | Яким Семёнович Сомко (1619—1663) укр. Яким Семенович Сомко                               | октябрь 1660                     | 18 (28) июня 1663                | Сомки укр. Сомки                         | Гетман Войска Запорожского укр. Гетьман Війська Запорозького                                                                              | [ 93 ]          |
|         | Иван Мартынович Брюховецкий (1623—1668) укр. Іван Мартинович Брюховецький                | 18 (28) июня 1663                | 7 (17) июня 1668                 | Брюховецкие укр. Брюховецькі             | Гетман Левобережного Войска Запорожского укр. Гетьман Лівобережного Війська Запорозького                                                  | [ 94 ] [ 95 ]   |
|         | Степан Вдовиченко (?—1672) укр. Степан Вдовиченко                                        | сентябрь 1668                    | декабрь 1668                     | —                                        | Гетман Левобережного Войска Запорожского укр. Гетьман Лівобережного Війська Запорозького                                                  |                 |
|         | Демьян Игнатьевич Многогрешный (1627—1698) укр. Дем’ян Ігнатович Многогрішний            | декабрь 1668                     | 17 (27) июня 1672                | Многогрешные укр. Многогрішні            | Гетман Левобережного Войска Запорожского укр. Гетьман Лівобережного Війська Запорозького                                                  | [ 96 ] [ 97 ]   |
|         | Иван Самойлович Самойлович (1630—1690) укр. Іван Самійлович Самойлович                   | 17 (27) июня 1672                | 23 июля (2 августа) 1687         | Самойловичи укр. Самойловичі             | Гетман Левобережного Войска Запорожского укр. Гетьман Лівобережного Війська Запорозького                                                  | [ 98 ] [ 99 ]   |
|         | Василий Касперович Дунин-Борковский (1640—1702) укр. Василь Касперович Дунін-Борковський | 23 июля (2 августа) 1687         | 25 июля (4 августа) 1687         | Дунины-Борковские укр. Дуніни-Борковські | Гетман Левобережного Войска Запорожского укр. Гетьман Лівобережного Війська Запорозького                                                  |                 |
|         | Иван Степанович Мазепа (1629—1709) укр. Іван Степанович Мазепа                           | 25 июля (4 августа) 1687         | 24 октября (4 ноября) 1708       | Мазепы укр. Мазепи                       | Гетман Левобережного Войска Запорожского укр. Гетьман Лівобережного Війська Запорозького                                                  | [ 100 ] [ 101 ] |
|         | Иван Ильич Скоропадский (1646—1722) укр. Іван Ілліч Скоропадський                        | 6 (17) ноября 1708               | 3 (14) июля 1722                 | Скоропадские укр. Скоропадські           | Гетман Войска Запорожского обеих сторон Днепра укр. Гетьман Війська Запорозького обох боків Дніпра                                        | [ 102 ] [ 103 ] |
|         | Степан Лукич Вельяминов (1660—1737) укр. Степан Лукич Вельямінов                         | 31 (11) августа 1722             | 1 (12) сентября 1727             | Вельяминовы укр. Вельямінови             | Президент Малороссийской коллегии укр. Президент Малоросійської колегії                                                                   | [ 104 ] [ 105 ] |
|         | Даниил Павлович Апостол (1654—1734) укр. Данило Павлович Апостол                         | 1 (12) октября 1727              | 17 (28) января 1734              | Апостолы укр. Апостоли                   | Гетман Войска Запорожского обеих сторон Днепра укр. Гетьман Війська Запорозького обох боків Дніпра                                        | [ 106 ] [ 107 ] |
|         | Алексей Иванович Шаховской (1690—1737) укр. Олексій Іванович Шаховський                  | 17 (28) января 1734              | 1736                             | Шаховские укр. Шаховські                 | Главный командир Малороссийского Правления гетманского правительства укр. Головний командир Малоросійського Правління гетьманського уряду | [ 108 ]         |
|         | Иван Фёдорович Барятинский (1689—1738) укр. Іван Федорович Барятинський                  | 17 (28) июня 1736                | 27 ноября (8 декабря) 1736       | Барятинские укр. Барятинські             | Главный командир Малороссийского Правления гетманского правительства укр. Головний командир Малоросійського Правління гетьманського уряду | [ 109 ]         |
|         | Александр Иванович Румянцев (1677—1749) укр. Олександр Іванович Рум’янцев                | 27 ноября (8 декабря) 1736       | 30 декабря 1736 (10 января 1737) | Румянцевы укр. Рум’янцеви                | Главный командир Малороссийского Правления гетманского правительства укр. Головний командир Малоросійського Правління гетьманського уряду | [ 110 ]         |
|         | Иван Фёдорович Барятинский (1689—1738) укр. Іван Федорович Барятинський                  | 30 декабря 1736 (10 января 1737) | 18 (29) февраля 1738             | Барятинские укр. Барятинські             | Главный командир Малороссийского Правления гетманского правительства укр. Головний командир Малоросійського Правління гетьманського уряду | [ 109 ]         |
|         | Александр Иванович Румянцев (1677—1749) укр. Олександр Іванович Рум’янцев                | 6 (17) марта 1738                | 1 (12) марта 1740                | Румянцевы укр. Рум’янцеви                | Главный командир Малороссийского Правления гетманского правительства укр. Головний командир Малоросійського Правління гетьманського уряду | [ 110 ]         |
|         | Иван Афанасьевич Шипов (1682—1749) укр. Іван Опанасович Шипов                            | 1 (12) марта 1740                | 6 (17) июля 1740                 | Шиповы укр. Шипови                       | Главный командир Малороссийского Правления гетманского правительства укр. Головний командир Малоросійського Правління гетьманського уряду | [ 111 ]         |
|         | Яков Вилимович Кейт (1696—1758) укр. Яків Вілімович Кейт                                 | 6 (17) июля 1740                 | 1741                             | —                                        | Главный командир Малороссийского Правления гетманского правительства укр. Головний командир Малоросійського Правління гетьманського уряду | [ 112 ]         |
|         | Иван Иванович Неплюев (1693—1773) укр. Іван Іванович Неплюєв                             | 7 (18) октября 1741              | 30 ноября (11 декабря) 1741      | Неплюевы укр. Неплюєви                   | Главный командир Малороссийского Правления гетманского правительства укр. Головний командир Малоросійського Правління гетьманського уряду | [ 113 ]         |
|         | Александр Борисович Бутурлин (1694—1667) укр. Олександр Борисович Бутурлін               | 1 (12) декабря 1741              | 11 (22) июня 1742                | Бутурлины укр. Бутурліни                 | Главный командир Малороссийского Правления гетманского правительства укр. Головний командир Малоросійського Правління гетьманського уряду | [ 114 ]         |
|         | Иван Иванович Бибиков (?—1745) укр. Іван Іванович Бібіков                                | 11 (22) июня 1742                | 24 мая (4 июня) 1745             | Бибиковы укр. Бібікови                   | Главный командир Малороссийского Правления гетманского правительства укр. Головний командир Малоросійського Правління гетьманського уряду | [ 115 ]         |
|         | Михаил Иванович Леонтьев (1682—1752) укр. Михайло Іванович Леонтьєв                      | 24 мая (4 июня) 1745             | 5 (16) июня 1750                 | Леонтьевы укр. Леонтьєви                 | Главный командир Малороссийского Правления гетманского правительства укр. Головний командир Малоросійського Правління гетьманського уряду |                 |
|         | Кирилл Григорьевич Разумовский (1728—1803) укр. Кирило Григорович Розумовський           | 5 (16) июня 1750                 | 10 (21) ноября 1764              | Разумовские укр. Розумовські             | Гетман всея Малой России, обеих сторон Днепра и Войск Запорожских укр. Гетьман всієї Малої Росії, обох боків Дніпра та Військ Запорізьких | [ 116 ] [ 117 ] |

## Гражданская война (1917—1922)

### Небольшевистская Украина

#### Автономия Украины и Украинская Народная Республика (1917—1918)
После Февральской революции в Российской империи начался процесс децентрализации власти и рост сепаратизма. 7 (20) марта 1917 года на собрании Общества украинских прогрессистов в Киеве была создана Центральная рада во главе с Михаилом Грушевским. Рада за время своей работы издала четыре Универсала — политико-правовых акта, определивших изменения в государственно-правовом статусе Украины. Первый (10 (23) июня) провозгласил автономию Украины в составе России; второй (3 (16) июля), одобренный Временным правительством России (что стало причиной правительственного кризиса в Петрограде и восстания в Киеве), являлся компромиссом с Временным правительством, первоначально не признавшим автономию Украины, и постановил, что вопрос автономии будет решён после избрания Всероссийского Учредительного собрания; третий, принятый после Октябрьской революции 7 (20) ноября, провозгласил Украинскую Народную Республику (укр. Українська Народня Республіка) в качестве автономии в составе федеративной Российской республики.
4 (17) декабря 1917 года Совет народных коммисаров Советской России предъявил ультиматум Центральной раде, отвергнувшей его на следующий день — началась первая советско-украинская война. 12 (25) декабря в занятом Красной армией Харькове на альтернативном киевскому I Всеукраинском съезде Советов большевиками УНР была провозглашена республикой в составе Советской России. В ответ на данные действия Центральная рада (9 (22) января 1918 года приняла четвёртый Универсал, провозгласивший независимость Украинской Народной Республики. Однако уже 26 января (8 февраля) Киев был взят частями РККА, а вскоре вся территория Украины перешла под контроль союзной УНР германо-австрийской армии. Опираясь на военную поддержку Германии, генерал-лейтенант Павел Скоропадский 29 апреля совершил государственный переворот, распустив Центральную раду и объявив себя гетманом всея Украины, и провозгласил создание Украинской державы.
|        | Портрет | Имя (годы жизни)                                                            | Полномочия        | Полномочия     | Партия                            | Наименование должности                                                            | Пр.             |
| Начало | Портрет | Имя (годы жизни)                                                            | Окончание         |                | Партия                            | Наименование должности                                                            | Пр.             |
| ------ | ------- | --------------------------------------------------------------------------- | ----------------- | -------------- | --------------------------------- | --------------------------------------------------------------------------------- | --------------- |
| 1      |         | Михаил Сергеевич Грушевский (1866—1934) укр. Михайло Сергійович Грушевський | 10 (23) июня 1917 | 29 апреля 1918 | Общество украинских прогрессистов | Председатель Украинской Центральной рады укр. Голова Української Центральної Ради | [ 128 ] [ 129 ] |

#### Украинская держава (1918)
29 апреля 1918 года, при военной поддержке Германии, генерал-лейтенант Павел Скоропадский совершил государственный переворот, распустив Центральную раду и объявив себя гетманом всея Украины, и провозгласил создание Украинской Державы (укр. Українська Держава; фактически, под германским протекторатом). В тот же день были приняты «Законы о временном государственном устройстве Украины», обладавшие конституционным характером, в соответствии с которыми было сформировано правительство — Совет министров. 12 июня между правительствами Украины и России был подписан договор, завершивший советско-украинскую войну.
После ухода германо-австрийских войск с территории Украины (в связи с их поражением в Первой мировой войне) 14 ноября 1918 года Скоропадский издал «Федеративную грамоту», в которой объявил о сближении Украинской державы и её последующем вхождении в состав небольшевистской России на федеративных началах. Одновременно с этим, 13 ноября, противники гетмана образовали Директорию, которая 16 ноября начала восстание против режима Скоропадского. 14 декабря войска Директории вошли в Киев, что вынудило гетмана отречься от власти. Директория объявила об упразднении Украинской державы и восстановлении Украинской Народной Республики.
|        | Портрет | Имя (годы жизни)                                                          | Полномочия     | Полномочия      | Партия  | Наименование должности                         | Пр.             |
| Начало | Портрет | Имя (годы жизни)                                                          | Окончание      |                 | Партия  | Наименование должности                         | Пр.             |
| ------ | ------- | ------------------------------------------------------------------------- | -------------- | --------------- | ------- | ---------------------------------------------- | --------------- |
| 2      |         | Павел Петрович Скоропадский (1873—1945) укр. Павло Петрович Скоропадський | 29 апреля 1918 | 14 декабря 1918 | военный | Гетман всея Украины укр. Гетьман всієї України | [ 133 ] [ 134 ] |

#### Украинская Народная Республика (1918—1920)
14 декабря 1918 года войска Директории (коллегиального государственного органа), созданной противниками гетманского режима, вошли в Киев (столицу Украинской державы), что вынудило гетмана Павла Скоропадского отречься от власти. В тот же день Директория во главе с Владимиром Винниченко объявила о восстановлении Украинской Народной Республики и всех прежних институтов власти (Совет народных министров был сформирован только 26 декабря). 22 января 1919 года правительство УНР подписало «Акт Злуки», в соответствии с которым Западно-Украинская Народная Республика вошла в состав УНР в качестве автономии. 9 февраля из состава Директории был выведен Винниченко, обвинённый в контрреволюционной деятельности как «почти большевик». Лишь спустя 3 месяца, 9 мая, был избран новый глава Директории — Симон Петлюра. В ходе второй советско-украинской войны вооружённые силы Украинской ССР захватили Киев (город де-юре оставался столицей УНР, де-факто 28 января правительство переместилось в Винницу, 24 апреля в Ровно, 25 мая в Тернополь, 6 июня в Каменец-Подольский) — гражданская война возобновилась.
В июле 1919 года завершились боевые действия УНР с Польшей, по итогам которых территория ЗУНР подлежала разделу между Польшей, Румынией и Чехословакией. В августе армии УНР удалось ненадолго занять Киев, после чего он вернулся под контроль большевиков. Однако уже через месяц Вооружённые силы Юга России (ВСЮР) вошли в город. 17 ноября Польша захватила Каменец-Подольский — вся территория УНР была под оккупацией Польши, РСФСР и ВСЮР. В январе — мае 1920 года армия УНР начала отвоёвывать территории: в ходе Зимнего похода в январе разбила ВСЮР, а после подписания 21 апреля Варшавского договора — при поддержке Польши захватила Киев, освободив его от РККА. Однако с наступлением Красной Армии и захватом Каменец-Подольского в ходе советско-польской войны 9 июля правительство переехало в Станиславов, а уже 16 июля — в Тарнув (Польша). 19 сентября армии УНР удалось занять Каменец-Подольский, после чего 30 сентября в него переместился Совет народных министров. 14 ноября правительство УНР (представлявшее Директорию) покинуло страну до её полной советизации. В соответствии с Рижским мирным договором, подписанным 18 марта 1921 года и завершившим советско-польскую войну, территория УНР разделялась между Польшей, РСФСР и УССР. Совет народных министров и Директория УНР продолжали работать в Польше в качестве правительства в изгнании.
|                                                     | Портрет | Имя (годы жизни)                                                               | Полномочия      | Полномочия     | Партия                                           | Наименование должности                                                                                        | Пр.             |
| Начало                                              | Портрет | Имя (годы жизни)                                                               | Окончание       |                | Партия                                           | Наименование должности                                                                                        | Пр.             |
| --------------------------------------------------- | ------- | ------------------------------------------------------------------------------ | --------------- | -------------- | ------------------------------------------------ | --- | --------------- |
| 3                                                   |         | Владимир Кириллович Винниченко (1880—1951) укр. Володимир Кирилович Винниченко | 14 декабря 1918 | 9 февраля 1919 | Украинская социал-демократическая рабочая партия | Председатель Директории Украинской Народной Республики укр. Голова Директорії Української Народної Республіки | [ 136 ] [ 137 ] |
| С 9 февраля по 9 мая 1919 года — должность вакантна |         |                                                                                |                 |                |                                                  | |                 |
| 4                                                   |         | Симон Васильевич Петлюра (1879—1926) укр. Симон Васильович Петлюра             | 9 мая 1919      | 14 ноября 1920 | Украинская социал-демократическая рабочая партия | Председатель Директории Украинской Народной Республики укр. Голова Директорії Української Народної Республіки | [ 138 ] [ 139 ] |

### Советская Украина

#### Украинская Народная Республика Советов (1917—1918)
В результате наступления РККА в декабре 1917 года Харьков был захвачен большевиками, которые 12 (25) декабря провели в нём альтернативный киевскому I Всеукраинский съезд Советов, на котором провозгласили УНР республикой в составе Советской России, историографически известной как Украинская Народная Республика Советов (укр. Українська Народна Республіка Рад). 26 января (8 февраля) РККА удалось занять Киев, ненадолго сделав его столицей Советской Украины. Однако из-за приближавшейся к городу германо-австрийской армии советское правительство переместилось 14 (27) февраля в Полтаву, а 10 марта — в Екатеринослав, где уже 19 марта на II Всеукраинском съезде Советов Украина была провозглашена «самостоятельной Советской Республикой».
|                                                             | Портрет                                                     | Имя (годы жизни)                                                    | Полномочия                                                  | Полномочия                                                  | Партия                                                      | Наименование должности | Пр.                                                         |
| Начало                                                      | Портрет                                                     | Имя (годы жизни)                                                    | Окончание                                                   |                                                             | Партия                                                      | Наименование должности | Пр.                                                         |
| С 13 (26) по 17 (30) декабря 1917 года — должность вакантна | С 13 (26) по 17 (30) декабря 1917 года — должность вакантна | С 13 (26) по 17 (30) декабря 1917 года — должность вакантна         | С 13 (26) по 17 (30) декабря 1917 года — должность вакантна | С 13 (26) по 17 (30) декабря 1917 года — должность вакантна | С 13 (26) по 17 (30) декабря 1917 года — должность вакантна | С 13 (26) по 17 (30) декабря 1917 года — должность вакантна                                                                  | С 13 (26) по 17 (30) декабря 1917 года — должность вакантна |
| ----------------------------------------------------------- | ----------------------------------------------------------- | ------------------------------------------------------------------- | ----------------------------------------------------------- | ----------------------------------------------------------- | ----------------------------------------------------------- | --- | ----------------------------------------------------------- |
| 1                                                           |                                                             | Ефим Григорьевич Медведев (1886—1938) укр. Юхим Григорович Медведєв | 17 (30) декабря 1917                                        | 19 марта 1918                                               | Украинская социал-демократическая рабочая партия            | Председатель Центрального исполнительного комитета Советов Украины укр. Голова Центрального виконавчого комітету Рад України | [ 141 ] [ 142 ]                                             |

#### Украинская Советская Республика (1918)
19 марта 1918 года в Екатеринославе на II Всеукраинском съезде Советов Украина была провозглашена «самостоятельной Советской Республикой» (укр. Українська Радянська Республіка). В связи с продолжавшимся наступлением войск УНР и Центральных держав 4 апреля правительство было эвакуировано в Таганрог. Однако после оккупации города 18 апреля ЦИК Советов был распущен, а Народный секретариат реорганизован во Всеукраинское бюро для руководства повстанческой борьбой против немецких оккупантов, переместившееся в Москву, где продолжало работу в качестве правительства в изгнании.
|                                                 | Портрет                                         | Имя (годы жизни)                                                           | Полномочия                                      | Полномочия                                      | Партия                                           | Наименование должности | Пр.                                             |
| Начало                                          | Портрет                                         | Имя (годы жизни)                                                           | Окончание                                       |                                                 | Партия                                           | Наименование должности | Пр.                                             |
| С 19 по 25 марта 1918 года — должность вакантна | С 19 по 25 марта 1918 года — должность вакантна | С 19 по 25 марта 1918 года — должность вакантна                            | С 19 по 25 марта 1918 года — должность вакантна | С 19 по 25 марта 1918 года — должность вакантна | С 19 по 25 марта 1918 года — должность вакантна  | С 19 по 25 марта 1918 года — должность вакантна                                                                              | С 19 по 25 марта 1918 года — должность вакантна |
| ----------------------------------------------- | ----------------------------------------------- | -------------------------------------------------------------------------- | ----------------------------------------------- | ----------------------------------------------- | ------------------------------------------------ | --- | ----------------------------------------------- |
| 2                                               |                                                 | Владимир Петрович Затонский (1888—1938) укр. Володимир Петрович Затонський | 25 марта 1918                                   | 18 апреля 1918                                  | Российская коммунистическая партия (большевиков) | Председатель Центрального исполнительного комитета Советов Украины укр. Голова Центрального виконавчого комітету Рад України | [ 143 ] [ 144 ]                                 |

#### Правительство в изгнании (1918—1919)
После германо-австрийской оккупации Таганрога (столицы Украинской СР) 18 апреля 1918 года ЦИК Советов был распущен, а Народный секретариат реорганизован во Всеукраинское бюро для руководства повстанческой борьбой против немецких оккупантов (укр. Всеукраїнське бюро для керівництва повстанською боротьбою проти німецьких окупантів), переместившееся в Москву, где продолжало работу в качестве правительства в изгнании. 5—12 июля в Москве состоялся I съезд Коммунистической партии (большевиков) Украины, на котором было принято решение о создании Всеукраинского Центрального военно-революционного комитета (укр. Всеукраїнський центральний військово-революційний комітет). 14 ноября гетманом Украинской державы Павлом Скоропадским был провозглашён курс на сближение с небольшевистской Россией, что вызвало недовольство среди части населения, организовавшей восстание против гетманского режима. 28 ноября в Курске было сформировано Временное рабоче-крестьянское правительство Украины, которое уже 24 декабря переместилось в Белгород. РККА начала наступление в черниговском, сумском и харьковском направлениях — война возобновилась. В январе 1919 года в Харькове началось большевистское восстание против Директории. 3 января в город вошли советские войска, куда вскоре переместилось правительство, которое 6 января приняло новое наименование страны — «Украинская Социалистическая Советская Республика».
|        | Портрет | Имя (годы жизни)                                                            | Полномочия       | Полномочия       | Партия                                        | Наименование должности | Пр.             |
| Начало | Портрет | Имя (годы жизни)                                                            | Окончание        |                  | Партия                                        | Наименование должности | Пр.             |
| ------ | ------- | --------------------------------------------------------------------------- | ---------------- | ---------------- | --------------------------------------------- | --- | --------------- |
| А      |         | Николай Алексеевич Скрыпник (1872—1933) укр. Микола Олексійович Скрипник    | 18 апреля 1918   | 12 июля 1918     | Коммунистическая партия (большевиков) Украины | Председатель Всеукраинского бюро для руководства повстанческой борьбой против немецких оккупантов укр. Голова Всеукраїнського бюро для керівництва повстанською боротьбою проти німецьких окупантів | [ 145 ] [ 146 ] |
| Б      |         | Андрей Сергеевич Бубнов (1884—1938) укр. Андрій Сергійович Бубнов           | 12 июля 1918     | 18 сентября 1918 | Коммунистическая партия (большевиков) Украины | Председатель Всеукраинского Центрального военно-революционного комитета укр. Голова Всеукраїнського Центрального військово-революційного комітету                                                   | [ 147 ] [ 148 ] |
| В      |         | Фёдор Андреевич Сергеев (1883—1921) укр. Федір Андрійович Сергєєв           | 18 сентября 1918 | 28 ноября 1918   | Коммунистическая партия (большевиков) Украины | Председатель Всеукраинского Центрального военно-революционного комитета укр. Голова Всеукраїнського Центрального військово-революційного комітету                                                   | [ 149 ] [ 150 ] |
| Г      |         | Григорий Иванович Петровский (1878—1958) укр. Григорій Іванович Петровський | 28 ноября 1918   | 6 января 1919    | Коммунистическая партия (большевиков) Украины | Председатель Всеукраинского Центрального военно-революционного комитета укр. Голова Всеукраїнського Центрального військово-революційного комітету                                                   | [ 151 ] [ 152 ] |

#### Украинская Социалистическая Советская Республика (1919—1922)
В январе 1919 года в Харькове началось большевистское восстание против Директории. 3 января в город вошли советские войска, куда вскоре переместилось правительство, которое 6 января приняло новое наименование страны — Украинская Социалистическая Советская Республика (укр. Українська Соціалістична Радянська Республіка). 5 февраля советскими войсками был взят Киев, который стал новой столицей УССР. На проходившем 6—10 марта III Всеукраинском съезде Советов была принята Конституция УССР, которая провозглашала государственный суверенитет республики. В конце августа Вооружённые силы Юга России захватили Киев, вынудив большевиков эвакуироваться в Чернигов. Однако уже 30 сентября после захвата белогвардейцами Чернигова правительство Советской Украины переместилось в Гомель, фактически превратившись в правительство в изгнании. 11 декабря после контрнаступления Красной Армии советская власть на Украине была восстановлена.
В мае 1920 года в ходе советско-польской войны большевики были вытеснены из Киева объединёнными силами Польши и УНР. Несмотря на победу советской армии против УНР (в июле Директория была эвакуирована из Каменец-Подольского в Станиславов, а вскоре в Тарнув), в сентябре вооружённым силам небольшевистской Украины удалось вновь занять Каменец-Подольский, который, однако, в ноябре опять был взят советскими войсками — на территории всей УНР была установлена советская власть. В марте 1921 года был подписан мирный договор, по которому территория Западной Украины вошла в состав Польши. Параллельно с этим между УССР и РСФСР шли переговоры о слиянии двух республик в единое государство, которое в конечном итоге было реализовано в подписанном 29 декабря 1922 года Договоре об образовании СССР — Украина вошла в состав нового государства на федеративных началах.
|         | Портрет         | Имя (годы жизни)                                                            | Полномочия      | Полномочия | Партия                                        | Наименование должности | Пр.             |
| Начало  | Портрет         | Имя (годы жизни)                                                            | Окончание       | | Партия                                        | Наименование должности | Пр.             |
| ------- | --------------- | --------------------------------------------------------------------------- | --------------- | --- | --------------------------------------------- | --- | --------------- |
| 3       |                 | Фёдор Андреевич Сергеев (1883—1921) укр. Федір Андрійович Сергєєв           | 6 января 1919   | 10 марта 1919 | Коммунистическая партия (большевиков) Украины | Председатель Всеукраинского Центрального военно-революционного комитета укр. Голова Всеукраїнського Центрального військово-революційного комітету | [ 149 ] [ 150 ] |
| 4 (I—V) |                 | Григорий Иванович Петровский (1878—1958) укр. Григорій Іванович Петровський | 10 марта 1919   | 11 декабря 1919 | Коммунистическая партия (большевиков) Украины | Председатель Всеукраинского Центрального исполнительного комитета Советов укр. Голова Всеукраїнського Центрального виконавчого комітету Рад       | [ 151 ] [ 152 ] |
| 4 (I—V) | 11 декабря 1919 | Григорий Иванович Петровский (1878—1958) укр. Григорій Іванович Петровський | 19 февраля 1920 | Председатель Всеукраинского Революционного комитета укр. Голова Всеукраїнського Революційного комітету                                      | Коммунистическая партия (большевиков) Украины | | [ 151 ] [ 152 ] |
| 4 (I—V) | 19 февраля 1920 | Григорий Иванович Петровский (1878—1958) укр. Григорій Іванович Петровський | 3 марта 1921    | Председатель Всеукраинского Центрального исполнительного комитета Советов укр. Голова Всеукраїнського Центрального виконавчого комітету Рад | Коммунистическая партия (большевиков) Украины | | [ 151 ] [ 152 ] |
| 4 (I—V) | 3 марта 1921    | Григорий Иванович Петровский (1878—1958) укр. Григорій Іванович Петровський | 17 декабря 1921 | Председатель Всеукраинского Центрального исполнительного комитета Советов укр. Голова Всеукраїнського Центрального виконавчого комітету Рад | Коммунистическая партия (большевиков) Украины | | [ 151 ] [ 152 ] |
| 4 (I—V) | 17 декабря 1921 | Григорий Иванович Петровский (1878—1958) укр. Григорій Іванович Петровський | 30 декабря 1922 | Председатель Всеукраинского Центрального исполнительного комитета Советов укр. Голова Всеукраїнського Центрального виконавчого комітету Рад | Коммунистическая партия (большевиков) Украины | | [ 151 ] [ 152 ] |

## Украинская ССР (1922—1991) в составе СССР
30 декабря 1922 года вступил в силу Договор об образовании СССР — Украина вошла в состав нового федеративного государства. В 1920-х годах в республике проводилась политика украинизации, в соответствии с которой реформе подверглась орфография украинского языка. В названии страны было изменено написание слова «Социалистическая» — с «Соціалістичної» на «Соціялістичну». Однако в 1933 году такое правописание было отменено в связи с введением новой орфографии. В 1934 году столица УССР была перенесена из Харькова в Киев. 5 декабря 1936 года на чрезвычайном VIII Всесоюзном съезде Советов была принята Конституция СССР, в которой, кроме прочего, было отражено новое название Украины — Украинская Советская Социалистическая Республика (укр. Українська Радянська Соціалістична Республіка). В январе 1937 года на XIV Всеукраинскомом съезде Советов была принята новая украинская конституция, согласно которой высшим органом исполнительной власти на Украине стал Совет министров (СМ; переименование СНК в СМ произошло только в 1946 году).
22 июня 1941 года в ходе Второй мировой войны в нарушение Договора о ненападении нацистская Германия вторглась в СССР, к концу лета 1942 года захватив всю территорию УССР. Между тем, 30 июня 1941 года в Западной Украине членами ОУН(б) было провозглашено Украинское государство под властью Украинского государственного правления — исполнительного органа во главе с Ярославом Стецько. Однако уже к 12 июля члены правительства были арестованы айнзацгруппой СС, а государственное образование ликвидировано. С августа на территории Украины действовала гражданская оккупационная администрация — Рейхскомиссариат Украина. Освобождение УССР началось в 1943 году и завершилось в конце 1944 года после проведения советскими войсками Львовско-Сандомирской операции, в ходе которой была разгромлена группа армий «Северная Украина» (рейхскомиссариат ликвидирован 10 ноября).
В конце 1980-х годов на фоне перестройки в УССР возникло множество общественно-политических оппозиционных организаций. Между тем, в КПУ нарастало противостояние консерваторов (сторонников первого секретаря ЦК Щербицкого), скептически отнёсшихся к перестройке, и реформаторов (сторонников генерального секретаря ЦК КПСС Горбачёва). В сентябре 1989 года Щербицкого сменил умеренный реформатор Владимир Ивашко. В марте 1990 года в республике впервые прошли альтернативные выборы, на которых второе место занял Демократический блок, преимущественно состоявший из членов Народного движения Украины и Украинской Хельсинкской группы. Постепенно стала формироваться многопартийная система, возникли партии, которые условно можно разделить на сторонников государственной независимости (выступавших за выход из состава СССР), конфедералистские (выступавшие за военно-политический союз с постсоветскими государствами) и федералистские (декларировавшие вхождение страны в новую советскую федерацию). 16 июля Верховный Совет Украинской ССР принял Декларацию о государственном суверенитете, положившую начало формальному демонтажу политической системы Украины. В июле Верховный Совет возглавил Леонид Кравчук. В марте 1991 года в республике был проведён референдум, на котором за сохранение СССР высказалось 70 % проголосовавших. Однако после провала попытки государственного переворота 24 августа Верховный Совет УССР принял Акт провозглашения независимости, в соответствии с которым название государства было изменено на «Украину».
|                                                   | Портрет         | Имя (годы жизни)                                                            | Полномочия      | Полномочия | Партия                                        | Наименование должности | Пр.             |
| Начало                                            | Портрет         | Имя (годы жизни)                                                            | Окончание       | | Партия                                        | Наименование должности | Пр.             |
| ------------------------------------------------- | --------------- | --------------------------------------------------------------------------- | --------------- | --- | --------------------------------------------- | --- | --------------- |
| 4 (V—XII)                                         |                 | Григорий Иванович Петровский (1878—1958) укр. Григорій Іванович Петровський | 30 декабря 1922 | 20 января 1924 | Коммунистическая партия (большевиков) Украины | Председатель Всеукраинского Центрального исполнительного комитета Советов укр. Голова Всеукраїнського Центрального виконавчого комітету Рад                                                                         | [ 151 ] [ 152 ] |
| 4 (V—XII)                                         | 20 января 1924  | Григорий Иванович Петровский (1878—1958) укр. Григорій Іванович Петровський | 10 мая 1925     | | Коммунистическая партия (большевиков) Украины | Председатель Всеукраинского Центрального исполнительного комитета Советов укр. Голова Всеукраїнського Центрального виконавчого комітету Рад                                                                         | [ 151 ] [ 152 ] |
| 4 (V—XII)                                         | 10 мая 1925     | Григорий Иванович Петровский (1878—1958) укр. Григорій Іванович Петровський | 13 апреля 1927  | | Коммунистическая партия (большевиков) Украины | Председатель Всеукраинского Центрального исполнительного комитета Советов укр. Голова Всеукраїнського Центрального виконавчого комітету Рад                                                                         | [ 151 ] [ 152 ] |
| 4 (V—XII)                                         | 13 апреля 1927  | Григорий Иванович Петровский (1878—1958) укр. Григорій Іванович Петровський | 15 мая 1929     | | Коммунистическая партия (большевиков) Украины | Председатель Всеукраинского Центрального исполнительного комитета Советов укр. Голова Всеукраїнського Центрального виконавчого комітету Рад                                                                         | [ 151 ] [ 152 ] |
| 4 (V—XII)                                         | 15 мая 1929     | Григорий Иванович Петровский (1878—1958) укр. Григорій Іванович Петровський | 5 марта 1931    | | Коммунистическая партия (большевиков) Украины | Председатель Всеукраинского Центрального исполнительного комитета Советов укр. Голова Всеукраїнського Центрального виконавчого комітету Рад                                                                         | [ 151 ] [ 152 ] |
| 4 (V—XII)                                         | 5 марта 1931    | Григорий Иванович Петровский (1878—1958) укр. Григорій Іванович Петровський | 23 января 1935  | | Коммунистическая партия (большевиков) Украины | Председатель Всеукраинского Центрального исполнительного комитета Советов укр. Голова Всеукраїнського Центрального виконавчого комітету Рад                                                                         | [ 151 ] [ 152 ] |
| 4 (V—XII)                                         | 23 января 1935  | Григорий Иванович Петровский (1878—1958) укр. Григорій Іванович Петровський | 5 декабря 1936  | Председатель Всеукраинского Центрального исполнительного комитета Украинской Социалистической Советской Республики укр. Голова Всеукраїнського Центрального виконавчого комітету Української Соціалістичної Радянської Республіки | Коммунистическая партия (большевиков) Украины | | [ 151 ] [ 152 ] |
| 4 (V—XII)                                         | 5 декабря 1936  | Григорий Иванович Петровский (1878—1958) укр. Григорій Іванович Петровський | 25 июля 1938    | Председатель Всеукраинского Центрального исполнительного комитета Украинской Советской Социалистической Республики укр. Голова Всеукраїнського Центрального виконавчого комітету Української Радянської Соціалістичної Республіки | Коммунистическая партия (большевиков) Украины | | [ 151 ] [ 152 ] |
| 5                                                 |                 | Леонид Романович Корниец (1901—1969) укр. Леонід Романович Корнієць         | 27 июля 1938    | 28 июля 1939 | Коммунистическая партия (большевиков) Украины | Председатель Президиума Верховного Совета Украинской Советской Социалистической Республики укр. Голова Президії Верховної Ради Української Радянської Соціалістичної Республіки                                     | [ 158 ] [ 159 ] |
| 6 (I—III)                                         |                 | Михаил Сергеевич Гречуха (1902—1976) укр. Михайло Сергійович Гречуха        | 28 июля 1939    | 6 марта 1947 | Коммунистическая партия (большевиков) Украины | Председатель Президиума Верховного Совета Украинской Советской Социалистической Республики укр. Голова Президії Верховної Ради Української Радянської Соціалістичної Республіки                                     | [ 160 ] [ 161 ] |
| 6 (I—III)                                         | 6 марта 1947    | Михаил Сергеевич Гречуха (1902—1976) укр. Михайло Сергійович Гречуха        | 20 апреля 1951  | | Коммунистическая партия (большевиков) Украины | Председатель Президиума Верховного Совета Украинской Советской Социалистической Республики укр. Голова Президії Верховної Ради Української Радянської Соціалістичної Республіки                                     | [ 160 ] [ 161 ] |
| 6 (I—III)                                         | 20 апреля 1951  | Михаил Сергеевич Гречуха (1902—1976) укр. Михайло Сергійович Гречуха        | 15 января 1954  | | Коммунистическая партия (большевиков) Украины | Председатель Президиума Верховного Совета Украинской Советской Социалистической Республики укр. Голова Президії Верховної Ради Української Радянської Соціалістичної Республіки                                     | [ 160 ] [ 161 ] |
| 7 (I—V)                                           |                 | Демьян Сергеевич Коротченко (1894—1969) укр. Дем’ян Сергійович Коротченко   | 15 января 1954  | 31 марта 1955 | Коммунистическая партия Украины               | Председатель Президиума Верховного Совета Украинской Советской Социалистической Республики укр. Голова Президії Верховної Ради Української Радянської Соціалістичної Республіки                                     | [ 162 ] [ 163 ] |
| 7 (I—V)                                           | 31 марта 1955   | Демьян Сергеевич Коротченко (1894—1969) укр. Дем’ян Сергійович Коротченко   | 25 марта 1959   | | Коммунистическая партия Украины               | Председатель Президиума Верховного Совета Украинской Советской Социалистической Республики укр. Голова Президії Верховної Ради Української Радянської Соціалістичної Республіки                                     | [ 162 ] [ 163 ] |
| 7 (I—V)                                           | 25 марта 1959   | Демьян Сергеевич Коротченко (1894—1969) укр. Дем’ян Сергійович Коротченко   | 12 февраля 1963 | | Коммунистическая партия Украины               | Председатель Президиума Верховного Совета Украинской Советской Социалистической Республики укр. Голова Президії Верховної Ради Української Радянської Соціалістичної Республіки                                     | [ 162 ] [ 163 ] |
| 7 (I—V)                                           | 12 февраля 1963 | Демьян Сергеевич Коротченко (1894—1969) укр. Дем’ян Сергійович Коротченко   | 12 апреля 1967  | | Коммунистическая партия Украины               | Председатель Президиума Верховного Совета Украинской Советской Социалистической Республики укр. Голова Президії Верховної Ради Української Радянської Соціалістичної Республіки                                     | [ 162 ] [ 163 ] |
| 7 (I—V)                                           | 12 апреля 1967  | Демьян Сергеевич Коротченко (1894—1969) укр. Дем’ян Сергійович Коротченко   | 7 апреля 1969   | | Коммунистическая партия Украины               | Председатель Президиума Верховного Совета Украинской Советской Социалистической Республики укр. Голова Президії Верховної Ради Української Радянської Соціалістичної Республіки                                     | [ 162 ] [ 163 ] |
| и. о.                                             |                 | Степан Емельянович Стеценко (1903—1989) укр. Степан Омелянович Стеценко     | 7 апреля 1969   | 19 июня 1969 | Коммунистическая партия Украины               | Первый заместитель Председателя Президиума Верховного Совета Украинской Советской Социалистической Республики укр. Перший заступник Голови Президії Верховної Ради Української Радянської Соціалістичної Республіки | [ 164 ]         |
| 8 (I—II)                                          |                 | Александр Павлович Ляшко (1915—2002) укр. Олександр Павлович Ляшко          | 19 июня 1969    | 15 июля 1971 | Коммунистическая партия Украины               | Председатель Президиума Верховного Совета Украинской Советской Социалистической Республики укр. Голова Президії Верховної Ради Української Радянської Соціалістичної Республіки                                     | [ 165 ] [ 166 ] |
| 8 (I—II)                                          | 15 июля 1971    | Александр Павлович Ляшко (1915—2002) укр. Олександр Павлович Ляшко          | 9 июня 1972     | | Коммунистическая партия Украины               | Председатель Президиума Верховного Совета Украинской Советской Социалистической Республики укр. Голова Президії Верховної Ради Української Радянської Соціалістичної Республіки                                     | [ 165 ] [ 166 ] |
| и. о.                                             |                 | Степан Емельянович Стеценко (1903—1989) укр. Степан Омелянович Стеценко     | 9 июня 1972     | 28 июля 1972 | Коммунистическая партия Украины               | Первый заместитель Председателя Президиума Верховного Совета Украинской Советской Социалистической Республики укр. Перший заступник Голови Президії Верховної Ради Української Радянської Соціалістичної Республіки | [ 164 ]         |
| 9 (I—II)                                          |                 | Иван Самойлович Грушецкий (1904—1982) укр. Іван Самійлович Грушецький       | 28 июля 1972    | 4 июля 1975 | Коммунистическая партия Украины               | Председатель Президиума Верховного Совета Украинской Советской Социалистической Республики укр. Голова Президії Верховної Ради Української Радянської Соціалістичної Республіки                                     | [ 167 ] [ 168 ] |
| 9 (I—II)                                          | 4 июля 1975     | Иван Самойлович Грушецкий (1904—1982) укр. Іван Самійлович Грушецький       | 24 июня 1976    | | Коммунистическая партия Украины               | Председатель Президиума Верховного Совета Украинской Советской Социалистической Республики укр. Голова Президії Верховної Ради Української Радянської Соціалістичної Республіки                                     | [ 167 ] [ 168 ] |
| 10 (I—II)                                         |                 | Алексей Федосеевич Ватченко (1914—1994) укр. Олексій Федосійович Ватченко   | 24 июня 1976    | 26 марта 1980 | Коммунистическая партия Украины               | Председатель Президиума Верховного Совета Украинской Советской Социалистической Республики укр. Голова Президії Верховної Ради Української Радянської Соціалістичної Республіки                                     | [ 169 ] [ 170 ] |
| 10 (I—II)                                         | 26 марта 1980   | Алексей Федосеевич Ватченко (1914—1994) укр. Олексій Федосійович Ватченко   | 22 ноября 1984  | | Коммунистическая партия Украины               | Председатель Президиума Верховного Совета Украинской Советской Социалистической Республики укр. Голова Президії Верховної Ради Української Радянської Соціалістичної Республіки                                     | [ 169 ] [ 170 ] |
| и. о.                                             |                 | Юрий Георгиевич Бахтин (1929—2010) укр. Юрій Георгійович Бахтін             | 22 ноября 1984  | 27 марта 1985 | Коммунистическая партия Украины               | Заместитель Председателя Президиума Верховного Совета Украинской Советской Социалистической Республики укр. Заступник Голови Президії Верховної Ради Української Радянської Соціалістичної Республіки               | [ 171 ]         |
| и. о.                                             |                 | Виктор Петрович Щербина (1932—2010) укр. Віктор Петрович Щербина            | 22 ноября 1984  | 27 марта 1985 | Коммунистическая партия Украины               | Заместитель Председателя Президиума Верховного Совета Украинской Советской Социалистической Республики укр. Заступник Голови Президії Верховної Ради Української Радянської Соціалістичної Республіки               | [ 172 ]         |
| и. о.                                             |                 | Валентина Семёновна Шевченко (1935—2020) укр. Валентина Семенівна Шевченко  | 22 ноября 1984  | 27 марта 1985 | Коммунистическая партия Украины               | Заместитель Председателя Президиума Верховного Совета Украинской Советской Социалистической Республики укр. Заступник Голови Президії Верховної Ради Української Радянської Соціалістичної Республіки               | [ 173 ]         |
| 11                                                | 27 марта 1985   | Валентина Семёновна Шевченко (1935—2020) укр. Валентина Семенівна Шевченко  | 15 мая 1990     | Председатель Президиума Верховного Совета Украинской Советской Социалистической Республики укр. Голова Президії Верховної Ради Української Радянської Соціалістичної Республіки                                                   | Коммунистическая партия Украины               | | [ 173 ]         |
| С 15 мая по 4 июня 1990 года — должность вакантна |                 |                                                                             |                 | |                                               | |                 |
| 12                                                |                 | Владимир Антонович Ивашко (1932—1994) укр. Володимир Антонович Івашко       | 4 июня 1990     | 18 июля 1990 | Коммунистическая партия Украины               | Председатель Верховного Совета Украинской Советской Социалистической Республики укр. Голова Верховної Ради Української Радянської Соціалістичної Республіки                                                         | [ 174 ]         |
| и. о.                                             |                 | Иван Степанович Плющ (1941—2014) укр. Іван Степанович Плющ                  | 18 июля 1990    | 23 июля 1990 | Коммунистическая партия Украины               | Первый заместитель Председателя Верховного Совета Украинской Советской Социалистической Республики укр. Перший заступник Голови Верховної Ради Української Радянської Соціалістичної Республіки                     | [ 175 ]         |
| 13 (I)                                            |                 | Леонид Макарович Кравчук (1934—2022) укр. Леонід Макарович Кравчук          | 23 июля 1990    | 24 августа 1991 | Коммунистическая партия Украины               | Председатель Верховного Совета Украинской Советской Социалистической Республики укр. Голова Верховної Ради Української Радянської Соціалістичної Республіки                                                         | [ 176 ] [ 177 ] |

## Украина (с 1991)
24 августа 1991 года Верховный Совет Украинской ССР принял Акт провозглашения независимости, в соответствии с которым название государства было изменено на Украину (укр. Україна). Для подтверждения данного акта 1 декабря был проведён референдум, на котором государственную независимость поддержало 90 % проголосовавших. Одновременно с ним состоялись президентские выборы, на которых одержал победу председатель Верховного Совета Леонид Кравчук. Период с конца 1991 года характеризовался внутриполитической нестабильностью, вызванной конфликтом между президентом и Верховным Советом по вопросу президентских полномочий. В июне 1996 года длительное противостояние завершилось принятием конституции, преобразовавшей страну в президентско-парламентскую республику. В 2004 году в результате «оранжевой революции» были приняты поправки в конституцию, которые предусматривали смену формы правления с уклоном в сторону парламента — Верховной Рады (после 1996 года — официальный перевод органа на русский язык).
В конце 2000-х годов Украина взяла курс на евроинтеграцию, предпринимались шаги по реализации соглашения об ассоциации с Европейским союзом (парафированного 30 марта 2012 года). Однако 21 ноября 2013 года процесс подготовки к подписанию соглашения был приостановлен по инициативе украинского правительства (во главе с Николаем Азаровым) и президента Виктора Януковича; начались массовые акции протеста, переросшие в вооружённые столкновения митингующих с силами правопорядка. 21 февраля 2014 года Янукович и лидеры оппозиции при посредничестве представителей ЕС подписали соглашение об урегулировании кризиса в Украине. Однако уже на следующий день активисты оппозиции захватили правительственный квартал, в связи с чем президент покинул страну. Верховная Рада объявила Януковича самоустранённым, проголосовала за возвращение к конституции 2004 года (отменённой в 2010 году), в соответствии с которой назначила Александра Турчинова, избранного новым главой парламента, исполняющим обязанности президента в период до проведения внеочередных выборов. В мае на президентских выборах одержал победу Пётр Порошенко, которого в 2019 году сменил Владимир Зеленский.
|           | Портрет         | Имя (годы жизни)                                                                 | Полномочия      | Полномочия      | Партия                                                                    | Выборы                                                                                  | Наименование должности                                                    | Пр.             |
| Начало    | Портрет         | Имя (годы жизни)                                                                 | Окончание       |                 | Партия                                                                    | Выборы                                                                                  | Наименование должности                                                    | Пр.             |
| --------- | --------------- | -------------------------------------------------------------------------------- | --------------- | --------------- | ------------------------------------------------------------------------- | --------------------------------------------------------------------------------------- | ------------------------------------------------------------------------- | --------------- |
| 13 (I—II) |                 | Леонид Макарович Кравчук (1934—2022) укр. Леонід Макарович Кравчук               | 24 августа 1991 | 5 декабря 1991  | беспартийный                                                              | [ комм. 44 ]                                                                            | Председатель Верховного Совета Украины укр. Голова Верховної Ради України | [ 176 ] [ 183 ] |
| 13 (I—II) | 5 декабря 1991  | Леонид Макарович Кравчук (1934—2022) укр. Леонід Макарович Кравчук               | 19 июля 1994    | 1991            | беспартийный                                                              | Президент Украины укр. Президент України                                                |                                                                           | [ 176 ] [ 183 ] |
| 14 (I—II) |                 | Леонид Данилович Кучма (1938—) укр. Леонід Данилович Кучма                       | 19 июля 1994    | 30 ноября 1999  | беспартийный                                                              | Президент Украины укр. Президент України                                                | 1994                                                                      | [ 184 ] [ 185 ] |
| 14 (I—II) | 30 ноября 1999  | Леонид Данилович Кучма (1938—) укр. Леонід Данилович Кучма                       | 23 января 2005  | 1999            | беспартийный                                                              | Президент Украины укр. Президент України                                                |                                                                           | [ 184 ] [ 185 ] |
| 15        |                 | Виктор Андреевич Ющенко (1954—) укр. Віктор Андрійович Ющенко                    | 23 января 2005  | 25 февраля 2010 | Народный Союз «Наша Украина» → Наша Украина                               | Президент Украины укр. Президент України                                                | 2004                                                                      | [ 186 ] [ 187 ] |
| 16        |                 | Виктор Фёдорович Янукович (1950—) укр. Віктор Федорович Янукович                 | 25 февраля 2010 | 22 февраля 2014 | Партия регионов                                                           | Президент Украины укр. Президент України                                                | 2010                                                                      | [ 188 ] [ 189 ] |
| и. о.     |                 | Александр Валентинович Турчинов (1964—) укр. Олександр Валентинович Турчинов     | 22 февраля 2014 | 23 февраля 2014 | Всеукраинское объединение «Батькивщина»                                   | [ комм. 46 ]                                                                            | Председатель Верховной Рады Украины укр. Голова Верховної Ради України    | [ 190 ] [ 191 ] |
| и. о.     | 23 февраля 2014 | Александр Валентинович Турчинов (1964—) укр. Олександр Валентинович Турчинов     | 7 июня 2014     | Народный фронт  | [ комм. 48 ]                                                              | Исполняющий обязанности Президента Украины укр. Виконуючий обов’язки Президента України |                                                                           | [ 190 ] [ 191 ] |
| 17        |                 | Пётр Алексеевич Порошенко (1965—) укр. Петро Олексійович Порошенко               | 7 июня 2014     | 20 мая 2019     | Солидарность → Блок Петра Порошенко → Блок Петра Порошенко «Солидарность» | 2014                                                                                    | Президент Украины укр. Президент України                                  | [ 181 ] [ 192 ] |
| 18        |                 | Владимир Александрович Зеленский (1978—) укр. Володимир Олександрович Зеленський | 20 мая 2019     | действующий     | Слуга народа                                                              | 2019                                                                                    | Президент Украины укр. Президент України                                  | [ 182 ] [ 193 ] |